# Chalcolestes viridis
Leste vert
Espèce
Statut de conservation UICN

 LC  : Préoccupation mineure
Chalcolestes viridis, le leste vert, est une espèce de petites libellules (demoiselles) de la famille des Lestidae, originaire d'Eurasie. Il montre une couleur vert métallique et tient ses ailes écartées de l'abdomen.
Cette espèce est rattachée au genre Chalcolestes car sa larve diffère des larves des autres demoiselles du genre Lestes.

## Description

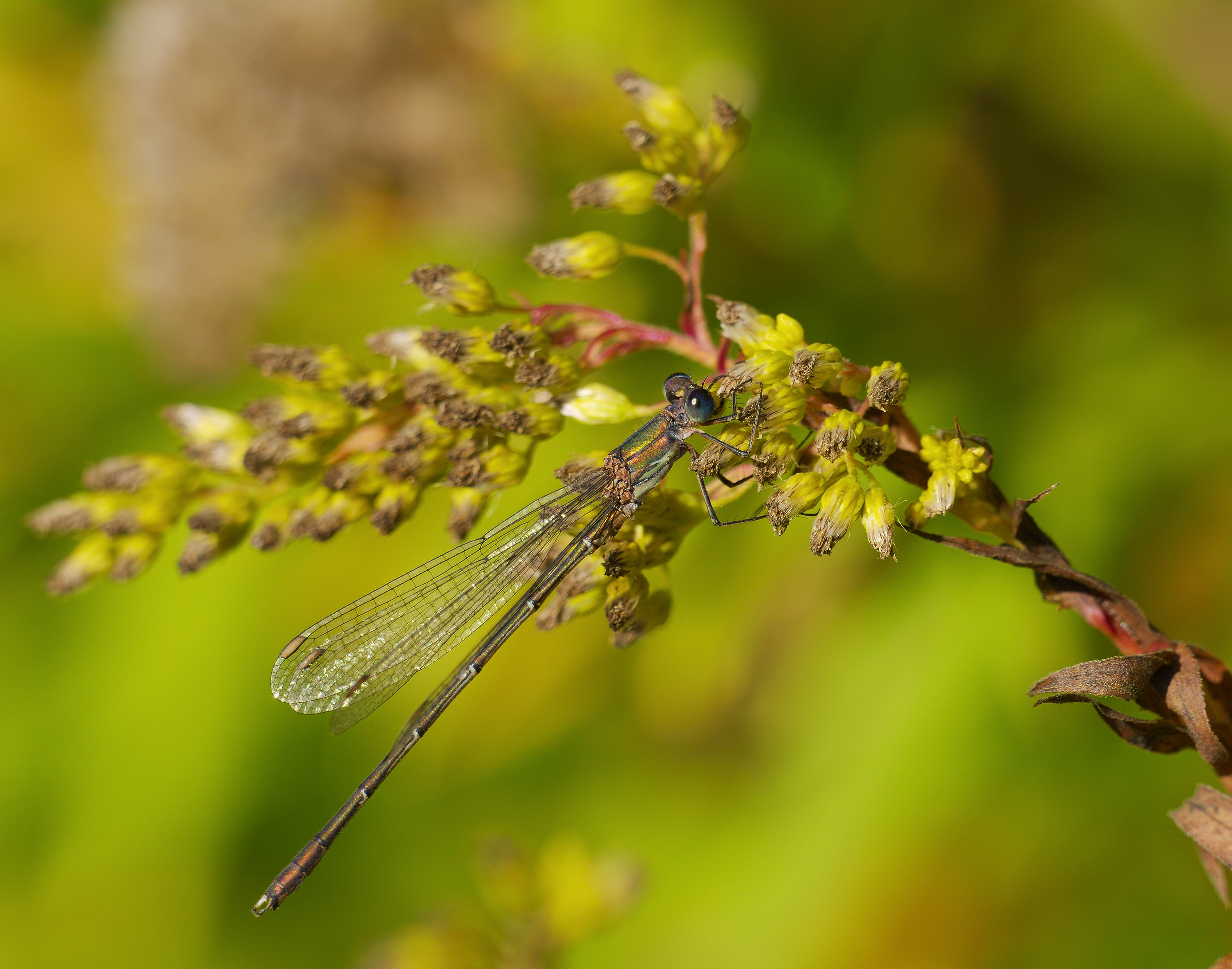
Un mâle.

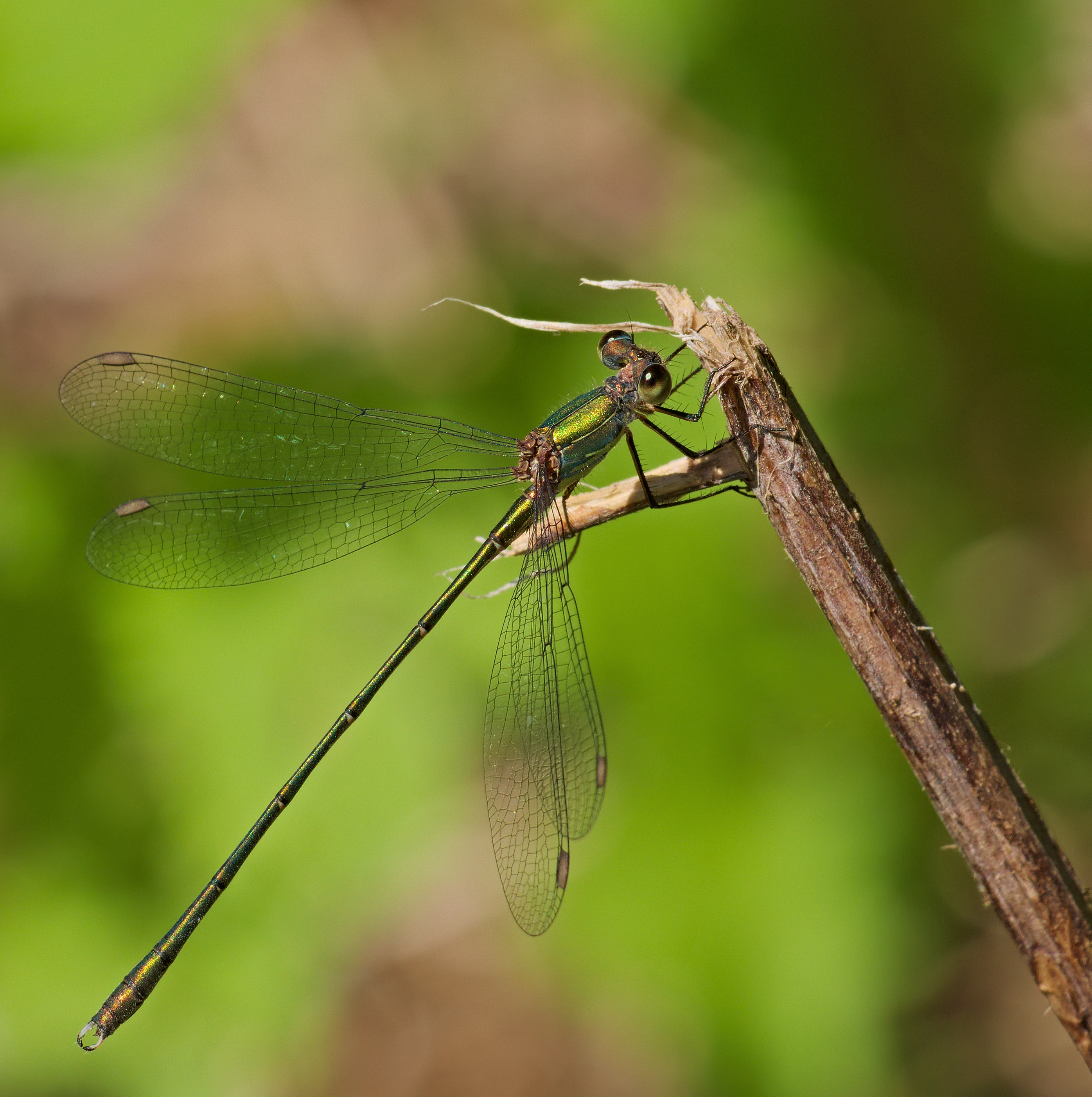
Un autre chalcolestes viridis mâle.

Les deux sexes sont caractérisés par une couleur vert-métallique, comme les autres demoiselles lestes mais leur taille est plus grande, leur couleur plus foncée, et sans pruinescence bleutée. Le pterostigma est brun clair et cerclé de noir.
- Le mâle a un abdomen très long.
- La femelle a un ovipositeur plus long que celui du Leste dryade (Lestes dryas).
- Au repos, les ailes sont tenues loin du corps.

## Habitat, répartition
On le retrouve dans divers types de zones humides (mares, marais aux eaux stagnantes ou cours d'eau très lents tels que petits canaux), en Europe centrale et du sud, perché sur les branches de saule ou de bouleau, utilisées pour la ponte.

## Comportement

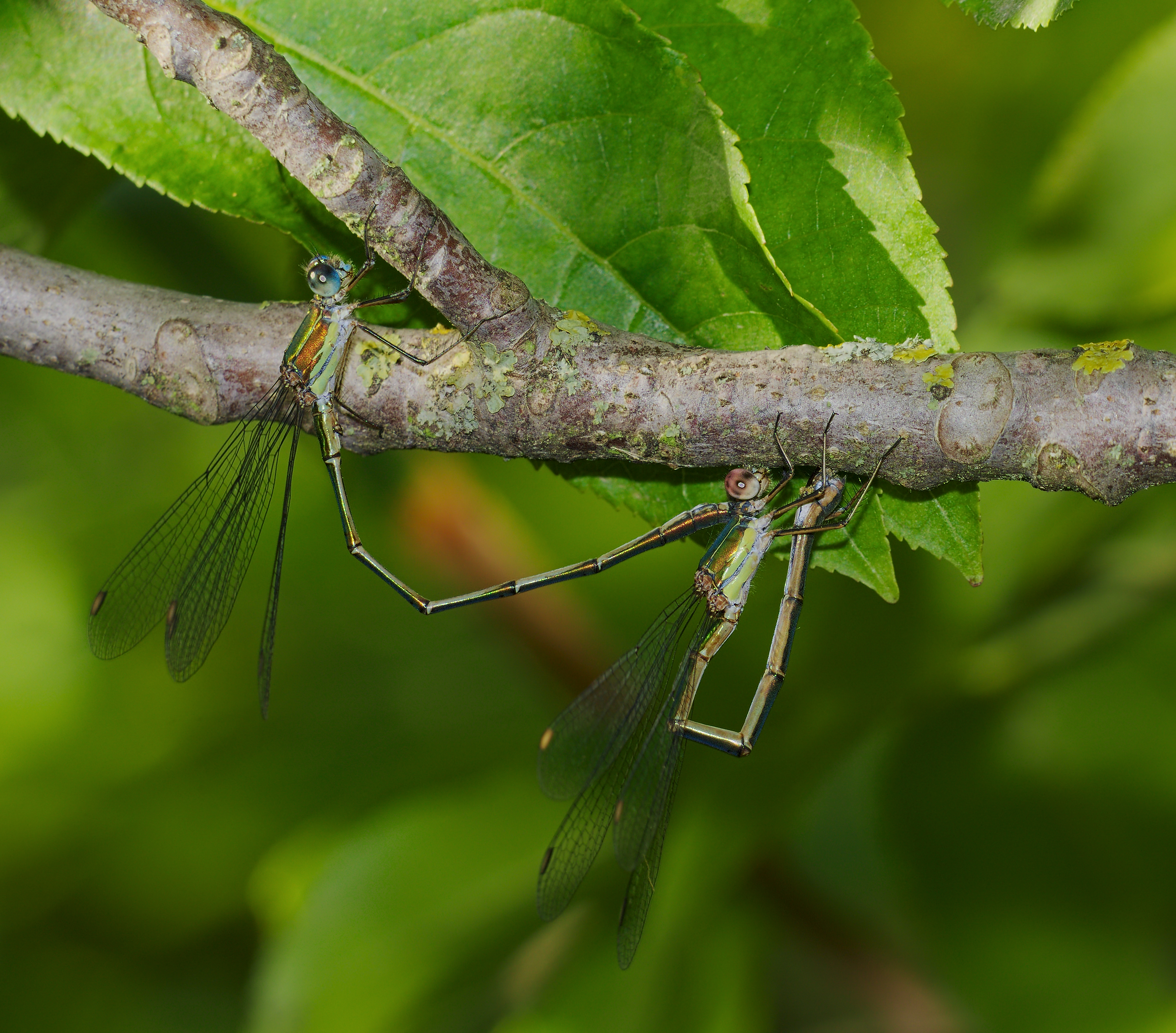
Accouplement.

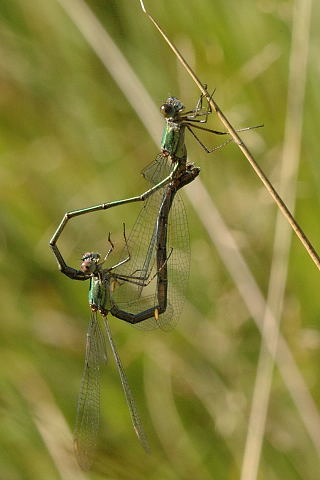
C. viridis (Accouplement).

- Période de vol : plutôt tardive (fin août à octobre)
- Les mâles ont un comportement territorial. Ils défendent leur territoire qu'ils semblent reconnaître et mémoriser au moyen de repères (arbres, buissons, berges).
- Les femelles s'écartent souvent de l'eau. Les œufs sont pondus dans des incisions faites dans l'écorce des branches fines en surplomb de l'eau. Des galles ovales distinctes apparaissent là où l'œuf a été introduit.

### Statut, menaces
Cette espèce, comme de nombreuses autres espèces des milieux humides, est menacée par la régression ou la dégradation des zones humides.
Elle n'était qu'épisodiquement vue en Grande-Bretagne où des populations se reconstituent. Elle est très répandue à Jersey.

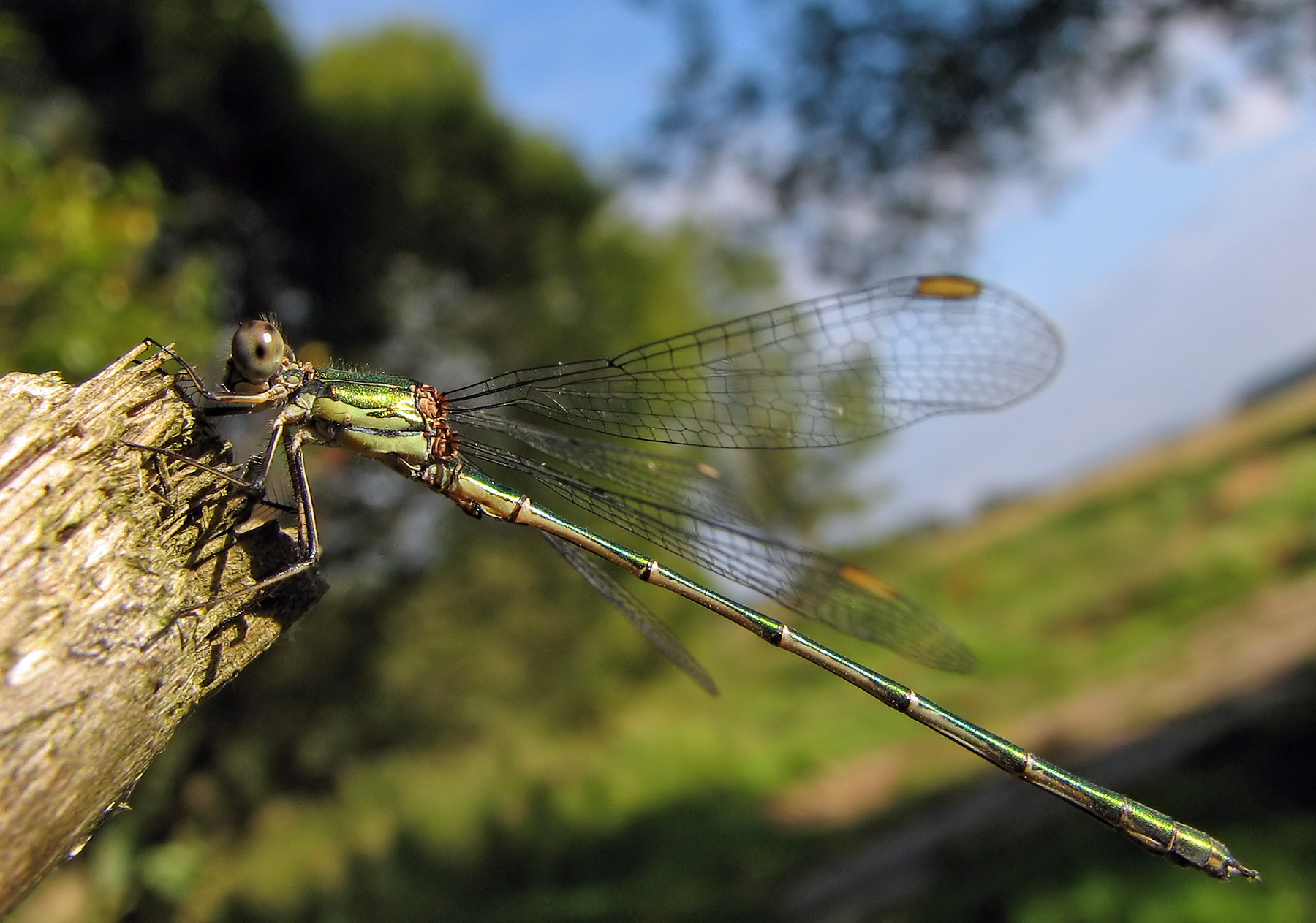
C. viridis mâle.

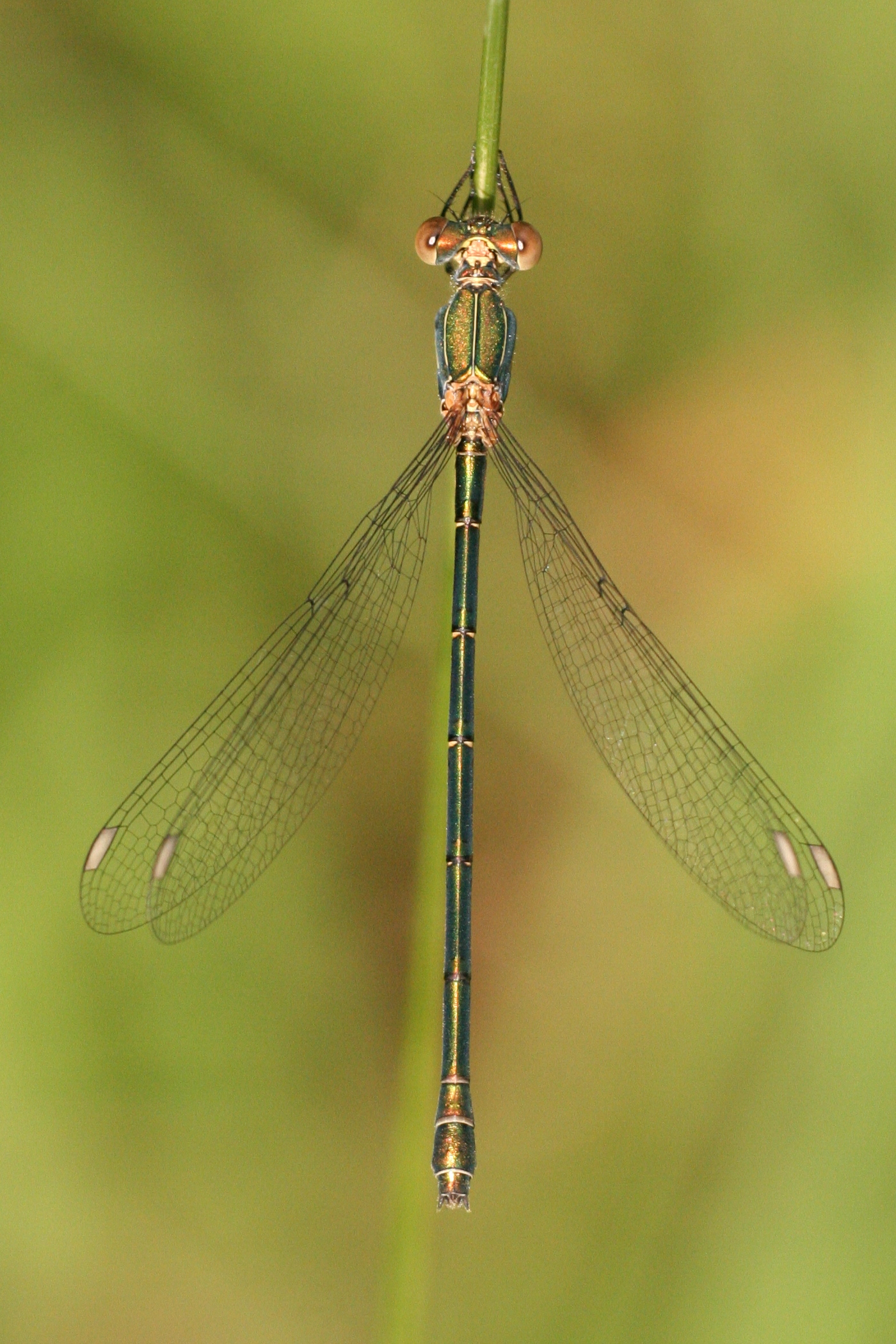
C. viridis femelle.

## Espèces proches
- Lestes dryas
- Lestes sponsa
- Lestes macrostigma
- Lestes barbarus
- Lestes virens